# شريان صدري وحشي
الشِّرْيانُ الصَّدْرِيُّ الوَحْشِيّ  أو الشِّرْيانُ الثَّدْيِيُّ الظَّاهِر هو الوعاء الدموي الذي يزود الهياكل الجانبية للصدر والثدي بالدم المؤكسج.

## التفرع
يتفرع من الجزء الثاني للشريان الإبطي ويتبع الحد السفلي للعضلة الصدرية الصغيرة إلى جانب الصدر.

## التغذية
ويغذي كلاً من العضلة المنشارية الأمامية والعضلة الصدرية الكبيرة. وترسل تفرعاتها عبر الإبط إلى العقد اللمفية الإبطية والعضلة تحت الكتفية.
عند الإناث، يغذي الثدي ايضاً.

## التفاغر
يتفاغر الشريان الصدري الوحشي مع الشرين الصدري الغائر ، شريان تحت الكتف، الشرايين الوربية والفرع الصدري للشريان الصدري الأخرمي.

## روابط خارجية
- درسٌ تشريحي حول lesson3axillaryart&vein مُعدٌ بواسطة ويسلي نورمان (جامعة جورجتاون).

1. ↑  نموذج تأسيسي في التشريح، QID:Q1406710